# Villa General Borges
Villa General Borges es una localidad uruguaya del departamento de Río Negro. Se le conoce también como Paso de la Cruz.

## Leyenda del Paso de La Cruz
Según una leyenda popular, un indio brujo le dio un talismán a un viejo pecador. Este limpió sus pecados y lo convirtió en una persona respetable. Pero por tan respetable y puro, los del pueblo lo envidiaron y le mataron para robarle, dejando su cuerpo a la intemperie. A partir de eso los habitantes empezaron a poner cruces por todo el pueblo dado que el difunto nunca fue sepultado. Esta razón le dio el apodo de Paso de la Cruz.

## Geografía
La localidad se ubica al norte del departamento de Río Negro, en las costas del arroyo Don Esteban y sobre el camino que une la ruta 25 con el camino de la cuchilla del Ombú. Aproximadamente 130 km la separan de la capital departamental Fray Bentos, mientras que las ciudades más cercanas son Young (30 km) y Guichón (40 km).
Esta localidad es lindera con Villa María, de la cual la separan 500 metros.

## Población
Según el censo del año 2011 la localidad contaba con una población de 362 habitantes.
| 251           | 176 | 202 | 229 | 316 | 362 |
| (Fuente: INE) |     |     |     |     |     |